# Костянтин V (патріарх Константинопольський)
Патріарх Костянтин V (грец. Πατριάρχης Κωνσταντίνος Ε΄, в миру Константінос Валіадіс, грец. Κωνσταντίνος Βαλιάδης, 11 січня 1833, Весса, Османська імперія — 27 лютого 1914 року, Хейбеліада, Османська імперія) — єпископ Константинопольської православної церкви, патріарх Константинопольський (1897–1901).

## Біографія
Костянтин народився у світській родині Валіадіс (грец. Βαλιάδης) у селі Весса на Хіосі, Османська імперія, 1833 року. Під захистом митрополита Хіоскського Софронія його відправили в 1852 році на навчання до Богословської школи в Халках, яку закінчив у 1857 році.
Після закінчення університету працював вчителем у Сінопі, але за станом здоров'я в 1858 році був змушений виїхати до Константинополя, а потім до Афін. У травні 1862 року виїхав до Самсуна і був призначений секретарем митрополита Софронія, який був переведений з Хіосу митрополитом Амасьї.
Після сходження Софронія на вселенський патріарший престол у 1863 році Константи пішов за ним до Константинополя. 6 лютого 1864 року був висвячений на диякона патріархом Софронієм III Константинопольським. Виконував обов'язки приватного секретаря патріарха Софронія, хоча йому пропонували посаду генерального секретаря Священного Синоду та Великого Протосігела.
У 1866 році патріарх Софроній III Константинопольський покидає вселенський престол, диякон Константин пішов за ним і працював його особистим секретарем. У 1868 році за рахунок Софронія їде навчатися до Страсбурга, Франції, Швейцарії та до Гейдельберга.
У серпні 1872 року повертається до Константинополя і бере участь як секретар у роботі Вселенського собору, який засудив болгарський розкол. Того ж року їде в Олександрію де Софроній сходить на Олександрійський патріарший престол в Єгипті. Однак за станом здоров'я він був змушений покинути Єгипет і повернувся до Константинополя в травні 1873 року, де стає приватним секретарем Константинопольського патріарха Йоакима II, а 16 січня 1874 року генеральним секретарем Священного Синоду. 30 січня 1874 року він був висвячений на пресвітера патріархом Йоакимом II.
30 січня 1876 року висвячений на митрополита Митилинського у Патріаршому храмі Святого Георгія на Фенарі, Константинополь. Був кандидатом у патріархи під час патріарших виборів у 1884, 1887 та 1891 роках. 30 квітня 1893 року був обраний митрополитом Ефейським проти.
2 квітня 1897 року був обраний Вселенським патріархом. 30 березня 1901 був звільнений, навіть не відмовившись офіційно, за рішенням Високої порти після інтриг послідовників Константинопольського патріарха Йоакима III.
Вийшов на пенсію в Халки, де помер від діабету 27 лютого 1914 року.